# 恩阳区
恩阳区是中华人民共和国四川省巴中市下辖的一个市辖区，于2013年1月18日由巴中市巴州区分出12个镇和12个乡设立。恩阳区下辖总面积1000余平方公里，总人口62万，区政府驻恩阳镇。恩阳镇是中国历史文化名镇之一，因此该区以发展旅游业为主。

## 行政区划
恩阳区下辖3个街道办事处、15个镇：
登科街道、文治街道、司城街道、明阳镇、玉山镇、渔溪镇、花丛镇、柳林镇、下八庙镇、茶坝镇、上八庙镇、关公镇、兴隆镇、双胜镇、群乐镇、尹家镇、九镇和雪山镇。

## 恩阳河
恩阳河，属恩阳区内较大河流，是巴河一级支流，渠江二级支流，境内长度34.8公里，主河发源于旺苍县，恩阳镇境内有之字河、詹家河汇入，并向东南于巴州区三江镇进入巴河。